# Saarioisjärvi
Saarioisjärvi är en sjö i kommunen Valkeakoski i landskapet Birkaland i Finland. Sjön ligger 79,4 meter över havet. Arean är 53 hektar och strandlinjen är 6,39 kilometer lång. Sjön  ingår i Kumo älvs huvudavrinningsområde.   Den ligger omkring 40 km söder om Tammerfors och omkring 120 km norr om Helsingfors. 